# Альтавілла-Монферрато
Альтавілла-Монферрато (італ. Altavilla Monferrato, п'єм. Autavila) — муніципалітет в Італії, у регіоні П'ємонт,  провінція Алессандрія.
Альтавілла-Монферрато розташована на відстані близько 480 км на північний захід від Рима, 55 км на схід від Турина, 22 км на північний захід від Алессандрії.
Населення — 481 особа (2014).
Щорічний фестиваль відбувається 31 січня. Покровитель — San Giulio d'Orta.

## Демографія
Населення за роками:

Станом на 1 січня 2023 року в муніципалітеті офіційно проживало 28 іноземців з 11 країн, серед них 11 громадян країн Євросоюзу та 1 громадянин України.

## Сусідні муніципалітети
- Казорцо
- Феліццано
- Фубіне
- Монтеманьо
- В'яриджі
- Віньяле-Монферрато